# Општина Берлиште (Караш-Северин)
Берлиште (рум. Berlişte) општина је у Румунији у округу Караш-Северин.
Oпштина се налази на надморској висини од 102 m.